# 야사
야사(野史)는 민간에서 개인이 저술한 역사를 말한다. 관에서 편찬한 역사서, 즉 정사(正史)와 대립되는 의미에서 쓰여진 용어이다. 야승(野乘) ·패사(稗史) ·외사(外史) ·사사(私史)라고도 하였다.
야사는 주로 풍속·전설을 취급함으로써 정사의 결함을 보완해 주거나 오류를 시정해주기도 하며, 어떠한 의미에서는 정사보다도 더 시대상을 잘 반영해 주므로 사료적 가치가 더 중요할 때도 있다고 하지만, 공식적인 역사 기록이 아니라 개인이 편찬하는 사서이기에 사료 수집이 다소 부실할 수 있고, 확인되지 않은 사실을 제대로 검증하지 못하고 사실인 것처럼 수록해 전하는 오류를 범하기도 한다. 
조선 후기의 실학자 안정복은 동사강목에서 사마천(司馬遷)의 《사기》(史記), 반고(班固)의 《한서》(漢書), 손성(孫盛)의 《진춘추》(晉春秋), 이도(李燾)의 《속통감장편》(續通鑑長編), 진건(陳建)의 《통기》(通記)도 모두 처음에는 관에서 편찬한 것이 아닌 개인의 역사서였으며, 오히려 관에서 그 집필을 도와 편찬을 완성할 수 있게 하기도 하였는데 후에 개인이 역사서를 편찬하는 것을 금하면서 수십 년이 지나면 선악의 자취가 깡그리 없어져 악을 행하는 자가 꺼리는 것이 없고, 난신 적자들이 거리낄 것이 없게 되었다며 '군자(君子)의 불행이요, 소인(小人)의 다행'이라고 평하였다.

## 같이 보기
- 《삼국유사》
- 《동사강목》
- 《해동역사》
- 《제왕운기》
- 《발해고》